# 대구죽곡초등학교
대구죽곡초등학교는 대한민국 대구광역시 달성군에 있는 공립 초등학교이다.

## 학교 연혁
- 1998-11-05 대구광역시 학교 설립 계획 의결
- 2003-01-02 대구광역시 학교 설립 조례 의결
- 2003-02-27 교사 및 부속건물 준공
- 2003-03-01 대구죽곡초등학교 개교 24학급, 병설유치원 1학급 편성
- 2004-02-01~2005-02-28 대구광역시교육청지정 연극교육시범학교 지정 운영
- 2004-02-13 제1회 졸업식(졸업생 수 122명)
- 2005-03-01~2006-02-28 대구광역시교육청지정 연극교과용도서 실험학교 지정·운영
- 2005-10-21 대구광역시교육청 지정 연극교육시범학교 공개
- 2005-10-24 운동장 스탠드 차양막 설치
- 2006-03-01 29학급, 병설유치원 1학급 편성 2대 유영숙 교장 취임
- 2006-04-13 '죽곡국악관악단’ 창단
- 2006-06-10 화단 철책 설치
- 2007-03-01 27학급, 병설유치원 1학급 편성
- 2007-03-23 ‘꿈꾸는 도서관’ 개관
- 2008-02-21 제5회 졸업식(졸업생 수 130, 총 졸업생 615명)
- 2008-03-01 대구광역시 지정 예절거점학교
- 2008-03-01~2011-02-28 대구광역시교육청지정 창의성 교육 인증학교
- 2008-03-01 31학급(4학급 증설), 병설유치원 1학급 편성
- 2008-07-02 예절교육체험센터 개관식
- 2009-02-12 제6회 졸업식(졸업생 수 139, 총 졸업생 754명)
- 2009-03-01~2010-02-28 대구광역시교육청지정 교원 능력 개발 평가 연구 학교형 선도학교
- 2009-03-01 28학급, 병설유치원 1학급 편성 3대 김점동 교장 취임 ~2010.02.28 대구광역시 교육감 지정 방과후 학교 거점학교 ~2011.02.28 대구광역시 교육감 지정 창의성 교육 인증학교
- 2009-04-01~2011.01.31 대구광역시 교육감 지정 학교 평생학습관
- 2009-08-23 영어체험실 구축완료
- 2009-09-01~2010-08-31 교과부지정 지역과 함께하는 학교 재지정
- 2009-10-06 제2과학실 구축완료
- 2010-03-01 대구광역시 지정 2009 개정교육과정 선도학교, 대구광역시 지정 2010 창의·인성 교육 연구학교 지정
- 2010-04-01~2011-02-28 대구광역시교육청지정 2010 창의 인성 교육 선도학교
- 2010-05-10 우리아이 101% 영어활용법 특별강연회 개최
- 2010-05-23 예절으뜸이 캠페인 활동 실시
- 2010-06-16 CCAP외국인과 함께하는 다문화교육
- 2010-06-25 영어 그림책 읽어주기의 힘특별 강연회 실시
- 2010-07-17 죽곡하울림 지역과 함께하는 학교 평생교육원 3차년도 수료식
- 2010-08-23 우리학교 CCTV 설치,운영 규정 확정
- 2010-09-01 「나의 언어 모니터링 활동」을 통한 언어 습관 기르기
- 2010-10-07 ‘우리가 주인공’인 학생 중심 죽곡 예술제 실시
- 2010-10-07 전문강사 초빙 학부모 성폭력 예방교육 실시
- 2011-03-01 대구광역시 지정 2011 창의적 체험활동 선도학교
- 2011-03-10 2011 책 읽어주는 어머니들과 만들어가는 아침 독서 시간 운영
- 2011-03-24 2011학년도 교육과정 워크숍 실시
- 2011-04-01 '스쿨 스토리 골든벨’로 영어능력 향상 계획 발표
- 2011-05-09 죽곡한마음 체육대회 개최
- 2011-05-20 달성3권역 창의적체험활동 1,2학년 담임교사 연수회 실시
- 2011-05-21 제9회 대구교총회장배 초등 교원배구대회 참가
- 2011-05-26 2011 학부모와 함께하는 합창, 합주 경연대회 참가
- 2011-05-29 미소친절 대구 프로젝트 - 먼저 인사합시다!실시
- 2011-06-08 2011 스포츠클럽 줄넘기 달성교육지원청 예선대회 개최
- 2011-09-16 2011년 WKBL총재 배 전국어린이 농구대회 참가
- 2011-09-16 달성3권역 창의적체험활동 1,2학년 학부모 연수회 실시
- 2011-09-21 학교폭력예방을 위한 학부모 연수 실시
- 2011-09-22 제48회 전국아동음악경연대회 2위
- 2011-09-23 학부모만족도조사 실시
- 2011-10-01 저학년 영어 동화책 읽어주기 활동 활성화 계획 실현
- 2012-02-16 제9회 졸업식(졸업생 137명)
- 2012-03-01 영어 리더 학교
- 2012-03-01 창의적 체험활동 재정지원교 지정
- 2012-03-01 창의경영 학교(선진형 수학교실) 운영 -3년간-
- 2014-02-14 제11회 졸업식(졸업생 149명)
- 2014-03-01 38학급 편성(특수학급 2학급)
- 2014-03-03 입학식(총192명 입학)
- 2014-05-01 교내벽화그리기
- 2015-02-13 제12회 졸업식(졸업생수 139명)
- 2015-03-02 입학식(총228명 입학)
- 2021-07-20 여름 방학식

## 참고 자료
- 대구죽곡초등학교 - 한국교육학술정보원 학교알리미